# Interstate 95 (Caroline du Nord)
Cet article traite d'une section intra-État de l'autoroute. Pour l'article traitant de l’autoroute au complet, référez-vous à Interstate 95.
L'interstate 95 en Caroline du Nord constitue un segment de l'Interstate 95, qui est une autoroute majeure de la côte est des États-Unis. Elle traverse les principales villes de la côte est, soit Miami, Washington, Baltimore, Philadelphie, New York et Boston. Elle est longue de plus de 3000 kilomètres, et est l'une des autoroutes inter-États américaines les plus empruntées au pays.
Dans sa section en Caroline du Nord, elle traverse une région légèrement plus urbanisée qu'en Caroline du Sud, mais elle traverse tout de même un territoire plutôt forestier. Dans son trajet dans l'État, qui mesure un peu moins de 300 kilomètres (292 précisément), elle passe près des villes de Fayetteville et de Rocky Mount notamment. Elle demeure, malgré les petites villes qu'elle rencontre, une autoroute moyennement à hautement fréquentée, principal axe routier entre la Caroline du Sud et la Virginie dans l'État.

## Tracé
La section de l'Interstate 95 en Caroline du Nord débute à la frontière avec cet état et la Caroline du Sud. La ville la plus grande située au sud de la frontière est Florence, située 35 miles au sud de la frontière. Le parc d'amusement South of the Border est situé juste au sud de la frontière. D'ailleurs, la sortie 1 de l'I-95 en Caroline du Sud est situé à la fois en Caroline du Sud et en Caroline du Nord.
Elle commence par se diriger vers le nord-est dans l'état, en ne passant près d'aucun village. Au mile 13, elle croise l'Interstate 74 vers Charlotte. Après cela, elle passe à l'ouest de Lumberton, puis courbe vers le nord, et ce, pour 15 miles. C'est au mile 40 qu'elle arrive dans une région plus urbanisée, la grande région de Fayetteville. La 95 passe à l'est de la ville, passant près de l'aéroport notamment. La U.S. Route 13 et une section d'autoroute de la Route 87 de Caroline du Nord permettent l'accès à la ville depuis l'I-95. Au mile 58, alors qu'elle quitte progressivement la grande région de Fayetteville. Au mile 73, elle passe à l'est de Dunn, puis elle continue toujours à se diriger vers le nord-est. Au mile 81, à Benson, elle croise la quatrième plus longue autoroute inter-états aux États-Unis la soit l'Interstate 40, en provenance de Barstow, en Californie. L'I-40, en Caroline du Nord, permet l'accès entre les principales villes de la Caroline du Nord, soit Asheville, Greensboro-Winston-Salem, Raleigh et Wilmington, en plus de mesurer plus de 420 miles.

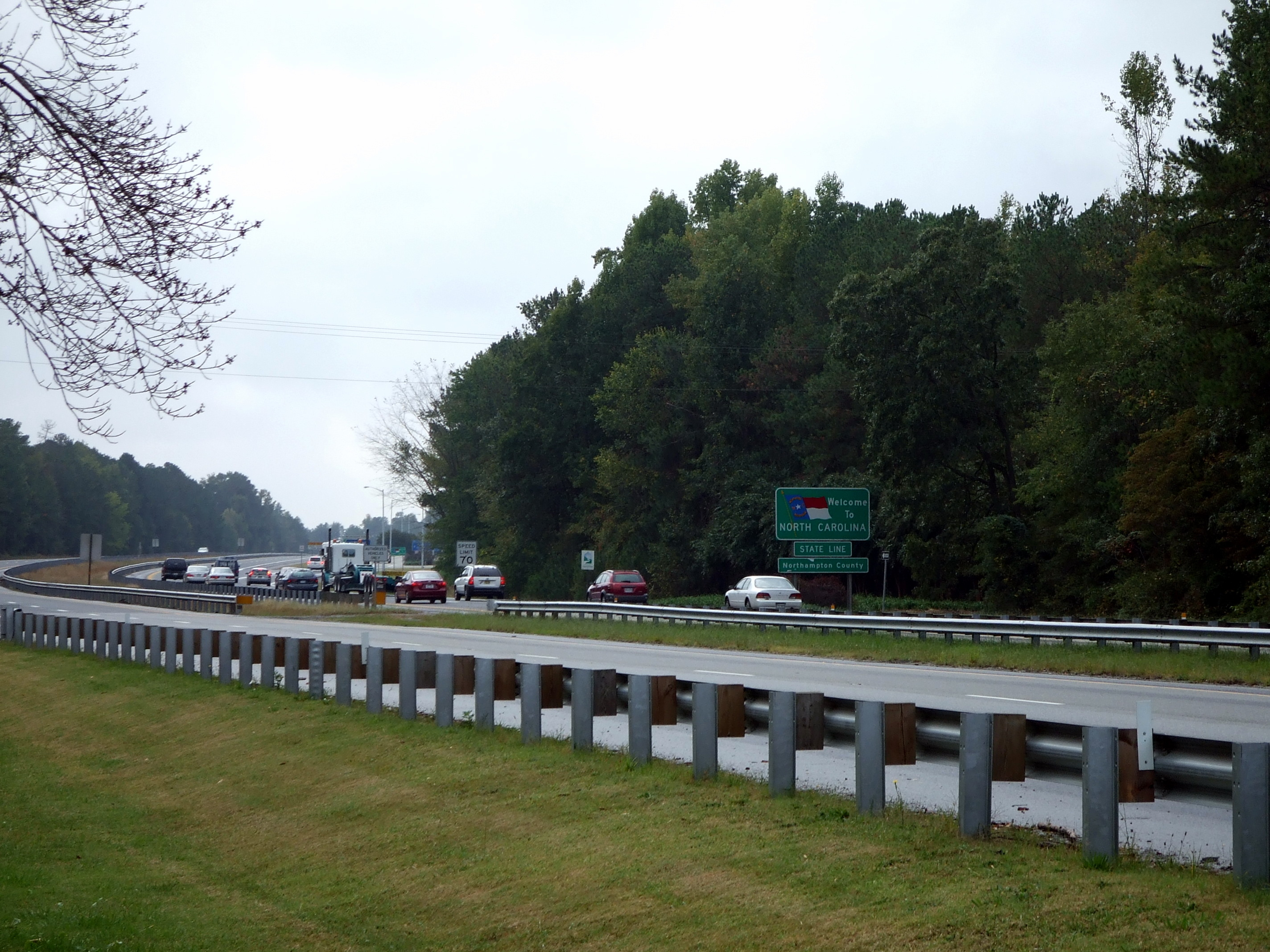
Vue de l'Interstate 95 vers le sud, à la frontière Caroline du Nord-Virginie. La limite de vitesse est de 70 mph dans les deux états.

 Après son échangeur avec l'Interstate 40, elle courbe légèrement vers l'est, en passant à l'est des villages de Smithfield et Selma, puis au mile 105, elle courbe vers le nord-nord-est, et ce, pour le reste de son parcours dans l'état, soit pour une longueur de 77 miles. Par la suite, pour 30 miles, elle ne passe dans aucune ville majeure, et croise deux segments d'autoroute, soit pour les U.S. Route 64 et U.S. Route 264, en passant à quelques miles à l'ouest de Rocky Mount. Pour le reste de l'état, elle traverse une section de l'état très peuplée, possédant des êchangeurs sur de longues distances, en passant à l'est de Roanoke Rapids entre le mile 173 et le mile 176. 6 miles plus au nord, elle croise la frontière entre la Caroline du Nord et Virginie, signifiant la fin de l'Interstate 95 dans l'état. Par la suite, en Virginie, elle se poursuit vers le nord, vers Richmond, Fredericksburg, et plus loin, Washington,.
Elle suit sensiblement le même tracé que l'U.S. Route 301 dans l'état, la vielle route.

## Histoire

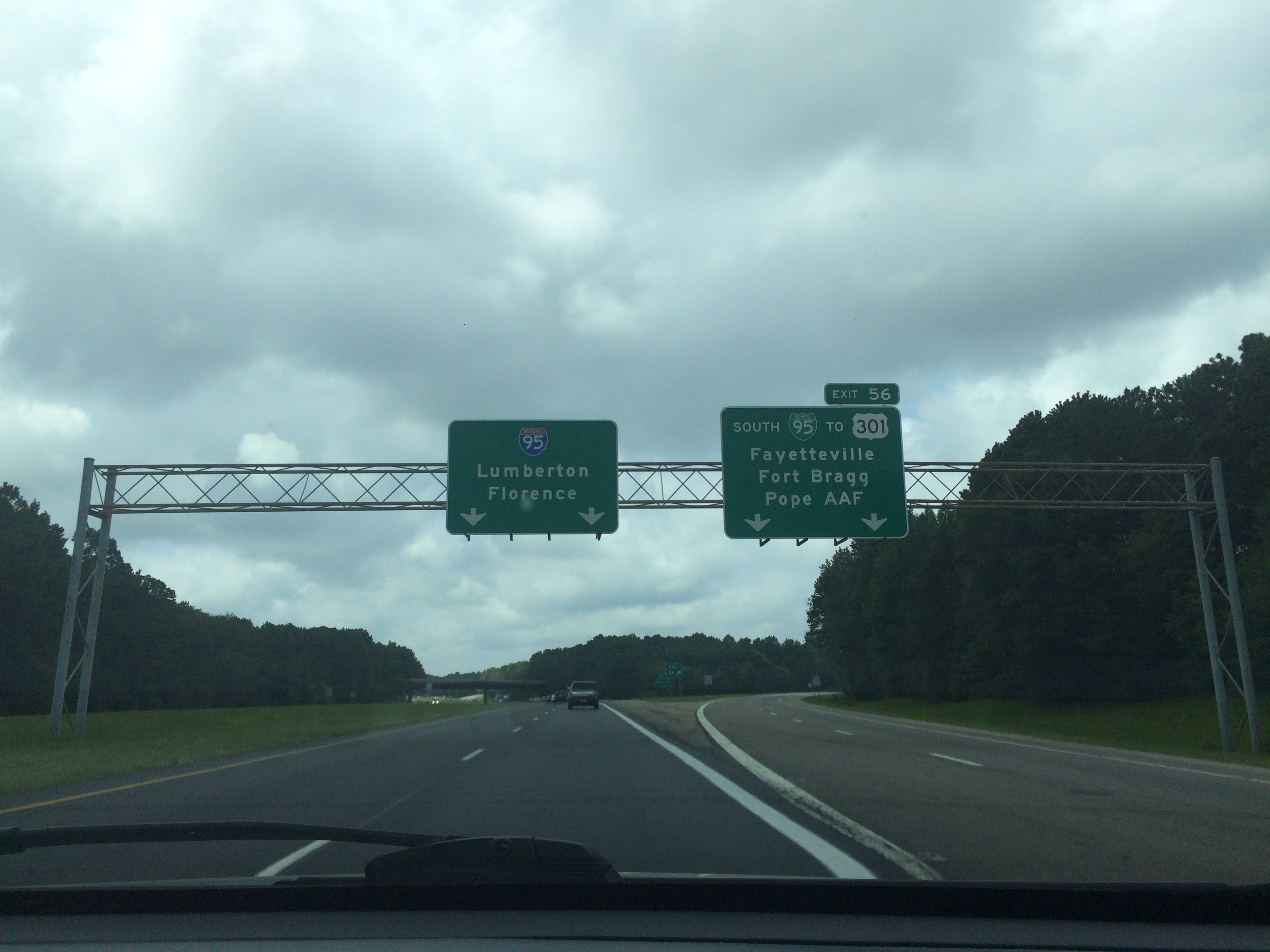
L'Interstate 95 direction sud, au mile 56, près de Fayetteville.

Établie en 1956, dans le cadre de la loi de d'autoroute d'Aide fédérale de 1956 (Federal Aid Highway Act of 1956), l'Interstate 95 a été construite le long ou près de la U.S. Route 301 dans tout l'État de la Caroline du Nord. Avant 1961, deux segments étaient ouverts: du mile 56, dans Fayetteville, au marqueur mile 107, près de Kenly; l'autre segment est une petite section de contournement près de St. Pauls. En 1964, cette section s'est étendue plus au sud dans Lumberton; tandis qu'une autre petite section a ouvert allant de l'U.S. Route 158, de Roanoke Rapids, jusqu'à la frontière avec la Virginie. En 1969, la 95 a été prolongée plus au sud de Roanoke Rapids jusqu'à l'actuelle sortie 145 (plus tard utilisée pour la route 4 de Caroline du Nord). En 1973, L'Interstate 95 a été complété de Saint Pauls à la frontière d'État de la Caroline du Sud.
Vers le milieu et la fin des années 1970, la 95 avait deux interruptions le long de son parcours: entre Fayetteville et Wilson-Rocky Mount. Ainsi deux routes alternatives de l'Interstate ont été construites pour combler le trou, sur l'est U.S. Route 301.
En 1979, la section près de Rocky Mount a ouvert, puis la toute dernière section de l'I-95 dans l'État, en 1983, a ouvert près de Fayetteville.

### Futur
Le département des transports de la Caroline du Nord (NCDOT) planifie d'élargir l'interstate 95 de quatre à six voies entre les miles 14 et 21, dans le comté de Robeson. Cependant, il est actuellement signalé "Prévu pour la Construction", sans coût évalué ni de date établie.
Un projet d'amélioration de la 95 est en cours de développement, entre les miles 56 et 81, dans le comté de Johnston. Les améliorations incluent des échangeurs améliorés, améliorant et haussant les ponts, et élargissant l'interstate. Le total évalué est un coût de 526 millions $, avec la date de construction commençant sur la première phase en octobre 2017. Cependant, il est actuellement signalisé par le NCDOT comme "Soumis à la Construction."

## Disposition des voies
En Caroline du Nord, malgré le taux élevé de circulation sur l'autoroute, elle possède, sur ses 182 miles dans l'état, 4 voies, 2 dans chaque direction.

## Autoroutes alternatives
- l'Interstate 295 est une future autoroute de contournement de Fayetteville, et se raccordera à la 95 au sud et à l'est de la ville.
- l'interstate 495 est une autorourte non numérotée (empruntée par l'U.S. Route 64), qui relie Rocky Mount à Raleigh.
- l'interstate 795 est une courte autoroute reliant la 95 aux villes de Wilson, Greenville et Goldsboro. Elle est d'une orientation nord-sud.

## Aires de service
De nombreuses aires de service sont présents le long de l'Interstate 95 en Caroline du Nord, dû aux conditions de conduite qui peuvent devenir fatigantes.
| Ville                                                     | Mile                                                     | Direction(s)                                             | Type                                                     |
| Mile 1, direction nord, centre d'information touristique  | Mile 1, direction nord, centre d'information touristique | Mile 1, direction nord, centre d'information touristique | Mile 1, direction nord, centre d'information touristique |
| --------------------------------------------------------- | -------------------------------------------------------- | -------------------------------------------------------- | -------------------------------------------------------- |
| Fayetteville                                              | 48                                                       | nord et sud                                              |                                                          |
| Selma                                                     | 101                                                      | nord et sud                                              |                                                          |
| Dortches                                                  | 144                                                      | nord et sud                                              |                                                          |
| Mile 181, direction sud, centre d'information touristique |                                                          |                                                          |                                                          |
| - Aire de repos avec commerces                            |                                                          |                                                          |                                                          |

## Liste des échangeurs
| Liste des échangeurs de l'Interstate 95 en Caroline du Nord | Liste des échangeurs de l'Interstate 95 en Caroline du Nord | Liste des échangeurs de l'Interstate 95 en Caroline du Nord | Liste des échangeurs de l'Interstate 95 en Caroline du Nord | Liste des échangeurs de l'Interstate 95 en Caroline du Nord             | Liste des échangeurs de l'Interstate 95 en Caroline du Nord                                              |
| Emplacement                                                 | Mile                                                        | km                                                          | #                                                           | Intersection / Destinations                                             | Notes |
| ----------------------------------------------------------- | ----------------------------------------------------------- | ----------------------------------------------------------- | ----------------------------------------------------------- | ----------------------------------------------------------------------- | --- |
| Frontière Caroline du Sud–Caroline du Nord                  | 0,0                                                         | 0,0                                                         | I-95 sud – Florence (SC), Savannah (GA), Miami (FL)         | I-95 sud – Florence (SC), Savannah (GA), Miami (FL)                     | Extrémité sud de l'Interstate 95 en Caroline du Nord                                                     |
| Rowland                                                     | 0,0                                                         | 0,0                                                         | 1                                                           | US 301, US 501 – Laurinburg, Dillon (SC)                                | sortie sur la frontière; signée 1 en Caroline du Sud aussi; vers le parc d'amusement South of the Border |
| Rowland                                                     | 2,3                                                         | 3,7                                                         | 2                                                           | NC-130, vers NC-904 – Fairmont, Rowland                                 | |
|                                                             | 7,2                                                         | 11,6                                                        | 7                                                           | Raynham Rd. – McDonald, Raynham                                         | |
| 10,4                                                        | 16,7                                                        | 10                                                          | US 301 sud – Raynham                                        | Début multiplex avec l'US 301                                           | |
| Lumberton                                                   | 13,0                                                        | 20,9                                                        | 13AB                                                        | I-74, US 74 – Whiteville, Wilmington, Laurinburg, Charlotte, Greensboro | signée 13A et 13B; sortie 209 de l'I-74                                                                  |
| Lumberton                                                   | 17,0                                                        | 27,4                                                        | 17                                                          | NC-72, NC-711 – Lumberton, Pembroke                                     | |
| Lumberton                                                   | 18,7                                                        | 30,1                                                        | 19                                                          | Carthage Rd.                                                            | |
| Lumberton                                                   | 19,9                                                        | 32,0                                                        | 20                                                          | NC-211, NC-41 – Red Springs, Fairmont                                   | |
| Lumberton                                                   | 21,5                                                        | 34,6                                                        | 22                                                          | US 301 nord – Lumberton                                                 | extrémité nord du multiplex avec la US 301                                                               |
|                                                             | 25,0                                                        | 40,2                                                        | 25                                                          | US 301                                                                  | |
| Saint-Pauls                                                 | 31,4                                                        | 50,5                                                        | 31                                                          | NC-20 – St. Pauls, Rex                                                  | |
| Saint-Pauls                                                 | 33,0                                                        | 53,1                                                        | 33                                                          | US 301 vers NC-71 – Parkton, Saint-Pauls                                | proposition d'un échangeur avec l'Interstate 295 au nord de l'échangeur 33                               |
|                                                             | 40,0                                                        | 64,4                                                        | 40                                                          | US 301 (I-95 Bus.) nord – Fayetteville, Fort Bragg                      | |
| Hope Mills                                                  | 41,3                                                        | 66,5                                                        | 41                                                          | NC-59 nord, Fayetteville                                                | |
|                                                             | 43,9                                                        | 70,7                                                        | 44                                                          | Snow Hill Rd. – Aéroport régional de Fayetteville (FAY)                 | |
| Fayetteville'                                               | 46,0                                                        | 74,0                                                        | 46AB                                                        | NC-87 – Tar Heel, Elizabethtown, Fayetteville centre, Spring Lake       | section autoroutière                                                                                     |
| Fayetteville'                                               | 49,0                                                        | 78,9                                                        | 49                                                          | NC-53, NC-210 (Cedar Creek Rd.) – Fayetteville                          | |
| Fayetteville'                                               | 51,6                                                        | 83,0                                                        | 52AB                                                        | NC-24 – Roseboro, Spring Lake, Fayetteville                             | signé 52A et 52B                                                                                         |
| Eastover                                                    | 54,6                                                        | 87,9                                                        | 55                                                          | Murphy Rd.                                                              | |
| Eastover                                                    | 55,1                                                        | 88,7                                                        | 56                                                          | US 301 (I-95 Bus.) – Fort Bragg, Fayetteville                           | |
|                                                             | 58,0                                                        | 93,3                                                        | 58                                                          | I-295, US 13, US 401 – Newton Grove, Spring Lake                        | |
| 61,2                                                        | 98,5                                                        | 61                                                          | Wade-Steadman Rd. – Wade                                    |                                                                         | |
| 65,3                                                        | 105,1                                                       | 65                                                          | NC-82 – Godwin, Falcon                                      |                                                                         | |
| 69,5                                                        | 111,8                                                       | 70                                                          | Bud Hawkins Rd.                                             |                                                                         | |
| 70,8                                                        | 113,9                                                       | 71                                                          | Long Branch Rd.                                             |                                                                         | |
| Dunn                                                        | 72,4                                                        | 116,5                                                       | 72                                                          | Pope Rd.                                                                | |
| Dunn                                                        | 73,0                                                        | 117,5                                                       | 73                                                          | US 421, NC-55 – Dunn, Clinton, Newton Grove                             | |
|                                                             | 75,0                                                        | 120,7                                                       | 75                                                          | Jonesboro Rd.                                                           | |
| 76,9                                                        | 123,8                                                       | 77                                                          | Hodges Chapel Rd.                                           |                                                                         | |
| Benson                                                      | 79,5                                                        | 127,9                                                       | 79                                                          | NC-50, NC-242, vers NC-27 – Benson, Newton Grove                        | |
| Benson                                                      | 81,0                                                        | 130,4                                                       | 81AB                                                        | I-40 – Wilmington, Raleigh, Durham, Greensboro                          | sortie 328 de la I-40; autoroute majeure ouest-est de l'État                                             |
| Four Oaks                                                   | 87,6                                                        | 141,0                                                       | 87                                                          | Keen Rd. – Four Oaks                                                    | |
| Four Oaks                                                   | 89,8                                                        | 144,5                                                       | 90                                                          | US 701 sud, NC-96 – Clinton, Myrtle Beach (SC)                          | |
| Smithfield                                                  | 93,1                                                        | 149,8                                                       | 93                                                          | Brodgen Rd. – Smithfield                                                | |
| Smithfield                                                  | 94,8                                                        | 152,6                                                       | 95                                                          | US 70 BUS – Smithfield, Goldsboro                                       | |
| Selma                                                       | 96,9                                                        | 155,9                                                       | 97                                                          | US 70 – Selma, Goldsboro, Clayton, Raleigh                              | |
| Selma                                                       | 98,0                                                        | 157,7                                                       | 98                                                          | Pine Level–Selma Rd.                                                    | |
| Micro                                                       | 101,4                                                       | 163,2                                                       | 101                                                         | Pittman Rd.                                                             | |
| Micro                                                       | 102,5                                                       | 165,0                                                       | 102                                                         | Main Street – Micro                                                     | |
| Kenly                                                       | 104,6                                                       | 168,3                                                       | 105                                                         | Bagley Rd.                                                              | |
| Kenly                                                       | 106,0                                                       | 170,6                                                       | 106                                                         | Truck Stop Rd.                                                          | |
| Kenly                                                       | 107,2                                                       | 172,5                                                       | 107                                                         | US 301 – Wilson, Kenly                                                  | |
| Wilson                                                      | 116,4                                                       | 187,3                                                       | 116                                                         | NC-42 – Wilson, Clayton                                                 | |
| Wilson                                                      | 119,4                                                       | 192,2                                                       | 119AB                                                       | I-795, US 264 est – Wilson, Greenville, Goldsboro                       | |
| Wilson                                                      | 121,5                                                       | 195,5                                                       | 121                                                         | US 264 ALT – Wilson, Sims                                               | |
|                                                             | 126,9                                                       | 204,2                                                       | 127                                                         | NC-97 – Aéroport de Rocky Mount-Wilson                                  | |
| 132,4                                                       | 213,1                                                       | 132                                                         | NC-58 (Sandy Cross Rd.)                                     |                                                                         | |
| Rocky Mount                                                 | 138,5                                                       | 222,9                                                       | 138AB                                                       | Future I-495, US 64 – Rocky Mount, Raleigh, Williamston, Cap Hatteras   | |
| Dortches                                                    | 140,8                                                       | 226,6                                                       | 141                                                         | NC-43 – Red Oak                                                         | |
| Rocky Mount                                                 | 145,0                                                       | 233,4                                                       | 145                                                         | NC-4, NC-48, vers US 301 – Gold Rock                                    | |
|                                                             | 149,8                                                       | 241,1                                                       | 150                                                         | NC-33 – Whitakers                                                       | |
| 153,7                                                       | 247,4                                                       | 154                                                         | NC-481 – Glenview, Enfield                                  |                                                                         | |
| 160,5                                                       | 258,3                                                       | 160                                                         | NC-561 – Halifax                                            |                                                                         | |
| 167,7                                                       | 269,9                                                       | 168                                                         | NC-903 – Halifax                                            |                                                                         | |
| Roanoke Springs                                             | 170,7                                                       | 274,7                                                       | 171                                                         | NC-125 – Roanoke Springs                                                | |
| Roanoke Springs                                             | 173,0                                                       | 278,4                                                       | 173                                                         | US 158 – Roanoke Springs, Weldon                                        | |
|                                                             | 175,8                                                       | 282,9                                                       | 176                                                         | NC-46 – Gaston, Garysburg                                               | |
| 180,0                                                       | 289,7                                                       | 180                                                         | NC-48 – Gaston, Pleasant Hill                               |                                                                         | |
| Frontière Virginie-Caroline du Nord                         | 181,7                                                       | 292,4                                                       | I-95 nord – Richmond (VA)                                   | I-95 nord – Richmond (VA)                                               | Extrémité nord de la I-95 en Caroline du Nord                                                            |
| - Multiplex                                                 |                                                             |                                                             |                                                             |                                                                         | |